# Stanisław Tync
Stanisław Franciszek Tync (ur. 7 czerwca 1889 w Rzepienniku Strzyżewskim, zm. 29 stycznia 1964 we Wrocławiu) – polski historyk wychowania oraz pedagog, profesor zwyczajny Uniwersytetu Wrocławskiego. 

## Życiorys

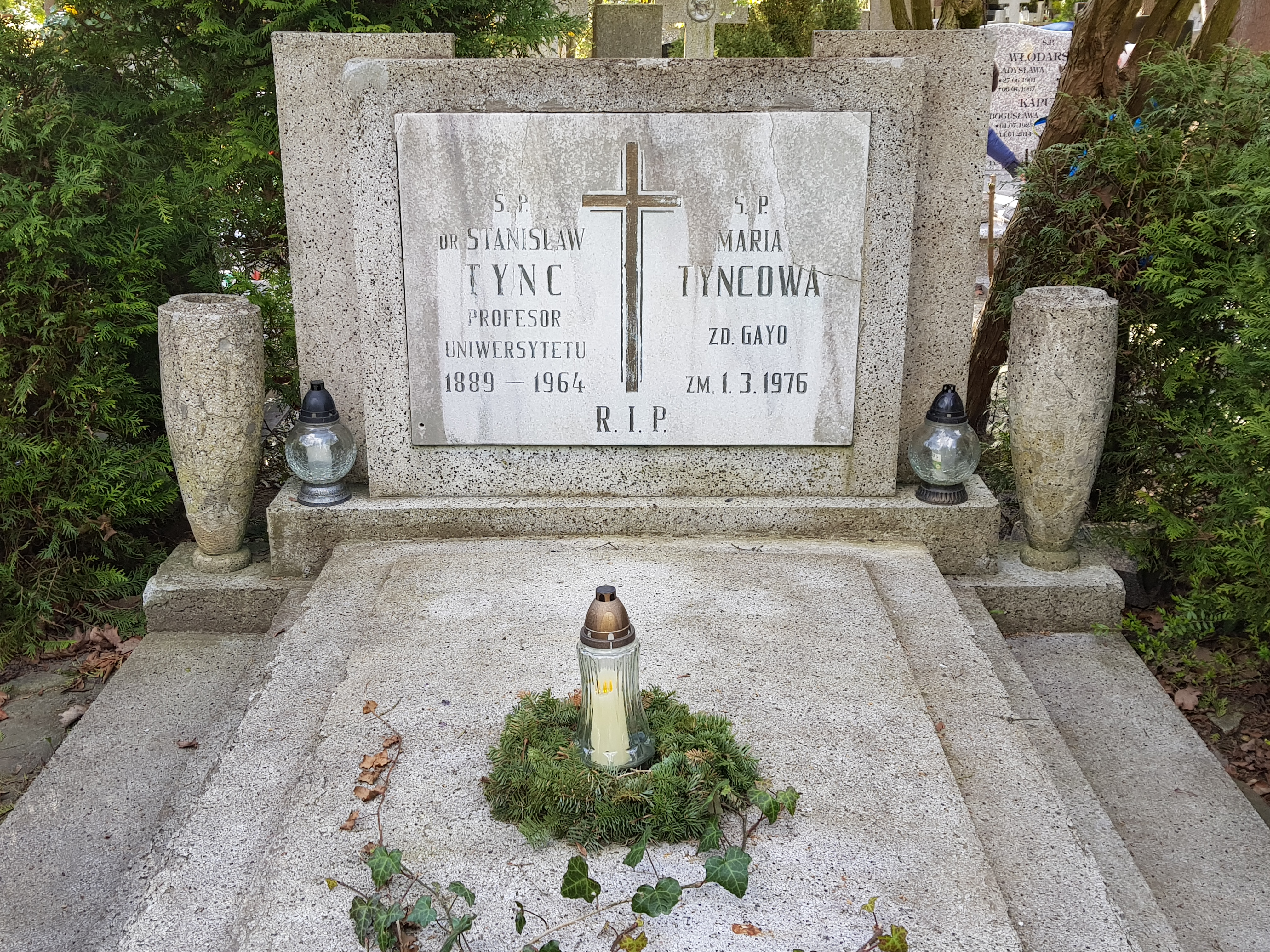
Grób prof. Stanisława Tynca na Cmentarzu Grabiszyńskim we Wrocławiu

Jego ojciec był nauczycielem szkoły ludowej. Studiował na Uniwersytecie Jagiellońskim. Przyjechał w 1920 roku do Torunia, gdzie pracował jako nauczyciel w gimnazjum. Uzyskał stopień doktora filozofii w 1923 roku na Uniwersytecie Jagiellońskim, habilitował się w 1928 roku. Był uczniem Stanisława Kota. W okresie międzywojennym pracował w szkolnictwie średnim. 
Był dyrektorem Państwowych Wyższych Kursów Nauczycielskich w Toruniu oraz w Poznaniu w latach 1931–1939. W 1946 roku osiedlił się we Wrocławiu, gdzie w tymże roku otrzymał nominację na profesora nadzwyczajnego pedagogiki i został kierownikiem Katedry Pedagogiki Uniwersytetu Wrocławskiego. Przeszedł na emeryturę w 1960 roku.
Zajmował się dydaktyką języka polskiego. Był autorem 17 tomów czytanek dla szkół powszechnych oraz 14 przewodników metodycznych. Jako historyk interesował się przede wszystkim okresem renesansu i oświecenia. 
Pochowany na Cmentarzu Grabiszyńskim we Wrocławiu.  
Materiały archiwalne Stanisława Tynca znajdują się w PAN Archiwum w Warszawie pod sygnaturą III-138.

## Ważniejsze prace
- Nauka moralna w szkołach Komisji Edukacji Narodowej[3] (1922)
- Szkolnictwo i wychowanie w Polsce XVI w.[3] (w: Kultura staropolska, 1932)